# Shahbaz Bhatti
Clement Shahbaz Bhatti powszechnie znany jako Shahbaz Bhatti (ur. 9 września 1968 w Lahaurze; zm. 2 marca 2011 w Islamabadzie) – pakistański polityk oraz deputowany Zgromadzenia Narodowego od 2008. Od listopada 2008 do chwili swojej śmierci na skutek zamachu 2 marca 2011 w Islamabadzie był pierwszym Ministrem ds. Mniejszości. Bhatti jako katolik był zdecydowanym przeciwnikiem ustawy o bluźnierstwie i jako jedyny chrześcijanin zasiadał w rządzie Pakistanu. Do zamachu na Shahbaza Bhatti przyznała się organizacja terrorystyczna Tehrik-i-Taliban Pakistan. Terroryści nazwali również Bhattiego bluźniercą przeciwko Mahometowi. W 2016 roku rozpoczął się jego proces beatyfikacyjny.

## Życiorys i kariera polityczna
Bhatti urodził się w Lahore w rodzinie katolickiej. Rodzice pochodzili ze wsi Khushpur w dystrykcie Faisalabad. Jego ojciec, Jacob Bhatti, służył w armii, a później był nauczycielem. Zasiadał również jako przewodniczący w zarządzie kościołów w Khushpur. Shahbaz Bhatti nie był żonaty, miał jednak czterech braci i jedną siostrę.
Jako student Bhatti założył w 1985 roku i kierował pakistańskim Frontem Wyzwolenia Chrześcijan. W późniejszych latach pomagał również tworzyć Ligę Mniejszości Pakistanu (ang. All Pakistan Minorities Alliance – APMA) i został jednomyślnie wybrany jej przewodniczącym. Spotykał się z prezydentem Pervezem Musharrafem jako przedstawicielem grupy rzeczników praw mniejszości. W 2002 roku Bhatti wstąpił w szeregi Pakistańskiej Partii Ludowej (PPL), jednak pozostał poza polityką aż do otrzymania nominacji na ministra w 2008 roku. W 2003 został umieszczony na rządowej liście osób tzw. Lista Kontroli Wyjazdów (ang. Exit Control List), którym zakazano opuszczania Pakistanu, ale został usunięty z niej w listopadzie tego samego roku.
Bhatti został zaprzysiężony jako federalny minister ds. mniejszości 2 listopada 2008 roku, kiedy to po raz pierwszy utworzono to stanowisko w rządzie pakistańskim i powołano niezależne ministerstwo. W tym czasie Bhatti powiedział, że zaakceptował nominację na to stanowisko ze względu na „represjonowanych, uciskanych i marginalizowanych” (ludzi) w Pakistanie oraz że poświęca swoje życie „walce o równość ludzi, sprawiedliwość społeczną, wolność religijną oraz o to, aby podnieść na duchu i uprawomocnić mniejszościowe wspólnoty religijne”. Dodał, że chce przesłać „wiadomość o nadziei ludziom rozczarowanym i żyjącym w rozpaczy”, zobowiązał się również do zreformowania obowiązującej w Pakistanie Ustawy o bluźnierstwie.
W trakcie swojej pracy w roli ministra federalnego podejmował liczne działania wspierające mniejszości religijne. Obejmowały one zapoczątkowanie krajowej kampanii promującej harmonijne współistnienie wyznawców różnych religii, propozycje legislacyjne dotyczące zakazu mowy nienawiści oraz związanej z nią literatury, propozycję wprowadzenia do nauczania przedmiotu prezentującego różne religie, wprowadzenie przedstawicieli mniejszości religijnych do urzędów państwowych oraz zarezerwowanie dla nich czterech miejsc w Senacie Pakistanu. W lipcu 2010 Bhatti był również inicjatorem Narodowych Konsultacji Międzywyznaniowych (ang. National Interfaith Consultation), które zgromadziły przywódców religijnych wszystkich wyznań w Pakistanie i doprowadziły do wspólnej deklaracji potępiającej terroryzm.

## Zamach
Od 2009 roku Bhattiemu grożono śmiercią. Przemawiał wówczas w obronie zaatakowanych pakistańskich chrześcijan podczas zamieszek w mieście Gojra w Prowincji Pendżab. Groźby te nasiliły się po tym, jak stanął w obronie Asii Bibi – pakistańskiej chrześcijanki skazanej na śmierć w 2010 roku za rzekome bluźnierstwo przeciwko Prorokowi Mohametowi. Stany Zjednoczone próbowały uzyskać od rządu pakistańskiego zwiększoną ochronę dla chrześcijańskiego ministra i domagały się opancerzonego pojazdu dla niego, jednakże próby te zakończyły się niepowodzeniem. Bhatti w obliczu zagrożenia swojego życia nagrał film wideo, który miał zostać wyemitowany w przypadku jego śmierci. Na filmie Bhatti wypowiedział m.in. słowa: „Wierzę w Jezusa Chrystusa, który oddał swe życie za nas ... i jestem gotów umrzeć dla sprawy. Żyję dla mojej wspólnoty ... i umrę w obronie jej praw”.
Do zamachu doszło 2 marca 2011 roku w godzinach porannych w centrum Islamabadu. Bhatti jechał do pracy, wracając z domu swojej matki, kiedy jego samochód został zasypany gradem kul. Świadkowie zeznawali, że trzech napastników ostrzelali samochód najpierw z boku, a następnie z przodu, po czym odjechali białym samochodem marki Suzuki. Ranny kierowca natychmiast zabrał Bhattiego do szpitala, jednak ten zmarł zanim udzielono mu jakiejkolwiek pomocy medycznej. W trakcie ataku przy ministrze nie było żadnej ochrony. Terroryści z organizacji Tehrik-i-Taliban oświadczyli agencji BBC, że dokonali zamachu, ponieważ Bhatti był „znanym bluźniercą”. Chrześcijański minister zginął, ponieważ krytykował „Ustawę o bluźnierstwie”, podobnie jak jego partyjny kolega – gubernator Pendżabu Salman Taseer, który został zamordowany dwa miesiące wcześniej.
Dzień po zamordowaniu Bhattiego setki pakistańskich chrześcijan wyszło na ulice. Protestujący palili opony i domagali się sprawiedliwości, co było niespotykanym dotąd sposobem okazywania niezadowolenia społecznego przez chrześcijan w Pakistanie. Do dziś nie udało się ująć sprawców zamachu na Shabaza Batthiego. Zdania na temat tożsamości zabójców są podzielone. Jednakże większość osób badających sprawę wskazuje na Al-Ka’idę i powiązane z nią jednostki terrorystyczne.

### Reakcje
Pakistan
 Farahnaz Ispahani, doradca prezydenta Asifa Ali Zardari potępił zamach mówiąc: „Jest to skoordynowana kampania na rzecz wymordowania każdego liberalnego, postępowego i humanitarnego głosu w Pakistanie”. Prezydent Zardari poprzysiągł walkę z siłami obskurantyzmu oraz powiedział: „nie damy się zastraszyć i nie wycofamy się”. Rząd ogłosił trzy dni żałoby. Jednakże, gdy premier Yousaf Raza Gilani wprowadził dwie minuty ciszy w parlamencie, trzech członków partii Jamiat Ulema-i-Islam nie powstało ze swoich foteli. Muhammad Rafi Usmani, wielki mufti Pakistanu, odniósł się do możliwości wyjaśnienia zamachu jako „amerykańskiej konspiracji mającej na celu zniesławienie rządu Pakistanu, muzułmanów oraz islamu”. Pakistański delegat do Rady Praw Człowieka ONZ, Asim Ahmad, powiedział, że nie należy wiązać morderstwa Bhattiego ze sprawą bluźnierstwa. Ahmad powiedział, że wolność słowa nie może usprawiedliwiać zniesławienia i bluźnierstwa; „Ważne jest aby zapobiec celowej kampanii na rzecz zniesławienia islamu oraz jego Proroka”.
Według społeczności mniejszości religijnych Pakistanu morderca Shahbaza Bhattiego jest nadal nieznany. Mniejszości domagają się utworzenia komisji do zbadania sprawy zamordowanego ministra.
Ponadnarodowe
 Catherine Ashton, wysoki przedstawiciel Unii do spraw zagranicznych i polityki bezpieczeństwa, potępiła morderstwo mówiąc „Wyrażam również głębokie zaniepokojenie związane z atmosferą nietolerancji i przemocy wokół debaty na temat kontrowersyjnej ustawy o bluźnierstwie”.
 Navanethem Pillay, Wysoki komisarz Narodów Zjednoczonych do spraw praw człowieka, wezwał Pakistan do reformy ustawy o bluźnierstwie i powiedział, że kraj został zatruty przez ekstremizm.
Pozostałe państwa
 Australijski minister spraw zagranicznych, Kevin Rudd, określił Bhattiego jako mężnego człowieka, którego wysiłki, aby chronić i wspierać prawa wszystkich mniejszości w Pakistanie niezależnie od rasy i religii, wzbudziły wielki podziw i szacunek ludzi w Pakistanie i na całym świecie.
 Rząd francuski oświadczył, że był przerażony zabójstwem i wezwał władze do znalezienia zabójców.
 Indyjski rząd potępił to, co sam określił jako „nikczemną zbrodnię”, dodając: „W tej trudnej godzinie, nasze modlitwy i myśli są z pogrążoną w smutku rodziną i narodem pakistańskim”.
 Premier Kanady, Stephen Harper, nazwał zabójców „mięczakami”. Kanadyjska Izba Gmin podjęła uchwałę potępiającą morderstwo i złożyła kondolencje rodzinie Bhattiego.
 Minister spraw zagranicznych Niemiec, Guido Westerwelle, był zszokowany zabójstwem i powiedział, że Bhatti z pasją bronił praw mniejszości w Pakistanie.
 Hiszpański rząd potępił zabójstwo: „Zarówno jako lider Ligi Mniejszości Pakistanu, jak również przez swoją odpowiedzialną pracę jako minister, Bhatti wyróżnił się dzięki swoim wysiłkom w promowaniu dialogu międzykulturowego i międzywyznaniowego oraz w walce o prawa wszystkich mniejszości w Pakistanie”.
 Barack Obama potępił zabójstwo i wezwał do postawienia zabójców przed trybunałem sprawiedliwości.
 Rzecznik Watykanu, Federico Lombardi, potępił zbrodnię nazywając ją „odrażającą”. Wezwał również do konieczności obrony wolności religijnej i zakończenia prześladowania chrześcijan w Pakistanie. Benedykt XVI, komentując zamach na Bhattiego, powiedział, że jego „poruszająca ofiara” inspiruje „odwagą i zaangażowaniem w dążeniu do wolności religijnej dla wszystkich ludzi”.
 Premier David Cameron nazwał zabójstwo „absolutnie brutalnym i nie do zaakceptowania”.